# Canton de Bonnieux
Le canton de Bonnieux est une ancienne division administrative française, située dans le département de Vaucluse en région Provence-Alpes-Côte d'Azur.

## Composition
Le canton de Bonnieux comprenait six communes :
| Nom                  | Code Insee | Intercommunalité             | Superficie (km2) | Population (dernière pop. légale) | Densité (hab./km2) |
| -------------------- | ---------- | ---------------------------- | ---------------- | --------------------------------- | ------------------ |
| Bonnieux (chef-lieu) | 84020      | CC Pays d'Apt-Luberon        | 51,12            | 1 358 (2014)                      | 27                 |
| Buoux                | 84023      | CC Pays d'Apt-Luberon        | 17,54            | 88 (2014)                         | 5                  |
| Lacoste              | 84058      | CC Pays d'Apt-Luberon        | 10,66            | 409 (2014)                        | 38                 |
| Ménerbes             | 84073      | CC Pays d'Apt-Luberon        | 30,27            | 999 (2014)                        | 33                 |
| Oppède               | 84086      | CA Luberon Monts de Vaucluse | 24,10            | 1 337 (2014)                      | 55                 |
| Sivergues            | 84128      | CC Pays d'Apt-Luberon        | 9,39             | 42 (2014)                         | 4,5                |

## Histoire
Le canton est supprimé par le décret du 28 février 2014 qui entre en vigueur à l'issue des élections départementales de mars 2015. Les communes qui le composaient sont réunies au canton d'Apt.

## Représentation

### Conseillers généraux de 1833 à 2015
| Période | Période      | Identité                            | Étiquette         | Qualité |
| ------- | ------------ | ----------------------------------- | ----------------- | --- |
| 1833    | 1846         | Rostand Artaud                      |                   | Notaire à Oppède - Maire de Bonnieux (1831-1835) |
| 1846    | 1848         | Jean-Baptiste de Terris (1775-1857) |                   | Propriétaire, médecin, maire de Bonnieux, conseiller d'arrondissement                                                                                  |
| 1848    | 1855         | Emile Appy (1813-1891)              |                   | Notaire à Bonnieux Maire de Lacoste |
| 1855    | 1864 (décès) | Baron Hector Dulaurens d'Oiselay    |                   | Lieutenant aide-de-camp |
| 1864    | 1870         | Emile Appy                          |                   | Notaire |
| 1870    | 1871         | Emile Appy                          | Droite            | Membre de la Commission départementale |
| 1871    | 1891 (décès) | Emile Appy                          | Droite            | Notaire - Maire de Bonnieux (1872-1891 ) |
| 1891    | 1913         | Jean-Pierre Appy (1858-1925)        | Rad.              | Propriétaire Maire de Lacoste |
| 1913    | 1937         | Eugène Roumagoux                    | Rad.              | Docteur en médecine à Oppède |
| 1937    | 1940         | Albert Fauque (1895-1960)           | Rad.              | Entrepreneur de transports à Bonnieux, conseiller d'arrondissement Membre de la délégation spéciale de Bonnieux Nommé conseiller départemental en 1942 |
|         |              |                                     |                   | |
| 1945    | 1949         | Marceau Seignon (1909-2002)         | PCF               | Agriculteur éleveur Maire de Bonnieux (1945-1953 et 1959-1983)                                                                                         |
| 1949    | 1973         | René Conil (1920-2001)              | Rad.-RGR puis MRG | Agriculteur Maire de Ménerbes (1947-1977) |
| 1973    | 1998         | André Borel                         | PS                | Chef de groupe de vérificateurs- payeurs au CEA Député (1981-2002) Maire de Pertuis (1989-2008)                                                        |
| 1998    | 2011         | Roger Fénelon                       | PS                | Entrepreneur Maire de Bonnieux (1995-2008) Suppléant du député André Borel (1997-2002)                                                                 |
| 2011    | 2015         | Olivier Florens                     | EELV              | Educateur spécialisé Conseiller municipal de Cavaillon                                                                                                 |

### Conseillers d'arrondissement (de 1833 à 1940)
| Période                                  | Période | Identité                         | Étiquette | Qualité |
| ---------------------------------------- | ------- | -------------------------------- | --------- | --- |
| 1833                                     |         | Jean Baptiste François de Terris |           | Médecin, propriétaire à Bonnieux                                                                            |
|                                          |         |                                  |           | |
| av.1881                                  |         | Joseph Victor Bonnet (1843-1915) |           | Propriétaire à Oppède, suppléant du juge de paix                                                            |
|                                          |         |                                  |           | |
| 1913                                     |         | Marius Martin (1882-1962)        | SFIO      | Apiculteur à Bonnieux                                                                                       |
|                                          |         |                                  |           | |
| 1928                                     | 1937    | Albert Fauque                    | Radical   | Entrepreneur de transports à Bonnieux                                                                       |
| 1937                                     | 1940    | Louis Deflaux                    | Radical   | Instituteur à Cheval-Blanc, propriétaire à Ménerbes                                                         |
| 1940                                     |         |                                  |           | Les conseils d'arrondissement ont été suspendus par la loi du 12 octobre 1940 et n'ont jamais été réactivés |
| Les données manquantes sont à compléter. |         |                                  |           | |

## Démographie
| 1962  | 1968  | 1975  | 1982  | 1990  | 1999  | 2006  | 2011  | 2012  |
| ----- | ----- | ----- | ----- | ----- | ----- | ----- | ----- | ----- |
| 3 464 | 3 462 | 3 553 | 3 880 | 4 226 | 4 188 | 4 466 | 4 414 | 4 317 |